# The Man Hunt!
The Man Hunt! è un cortometraggio muto del 1915 scritto, diretto e interpretato da Tom Mix.

## Produzione
Il film fu prodotto dalla Selig Polyscope Company.

## Distribuzione
Il film - un cortometraggio in una bobina - uscì nelle sale cinematografiche statunitensi nel 1915.